# William Bathurst (hrabia)
William Lennox Bathurst, 5 hrabia Bathurtst (ur. 14 lutego 1791, zm. 24 lutego 1878 w Londynie) – brytyjski arystokrata i polityk, młodszy syn Henry’ego Bathursta, 3. hrabiego Bathurst i Georginy Lennox, córki generała George’a Lennoksa. Jego starszym bratem był Henry Bathurst, 4. hrabia Bathurst.
William odbywał naukę razem ze swoim starszym bratem. Uczęszczali oni najpierw do Eton College, zaś od 21 października 1808 r. do oksfordzkiego Chirst Church. Henry ukończył naukę w 1811 r., William rok później, z tytułem bakałarza sztuk pięknych. W 1817 r. uzyskał tytuł magistra w tej dziedzinie. W 1821 r. rozpoczął pracę adwokata w Lincoln's Inn. 21 czerwca 1870 r. został doktorem prawa cywilnego Uniwersytetu w Oksfordzie.
Karierę polityczną rozpoczął w 1812 r., kiedy to wygrał wybory do Izby Gmin w okręgu Webley jako kandydat torysów. W Izbie Gmin zasiadał do 1816 r. W latach 1816–1830 pracował jako kasjer w Skarbie Jego Królewskiej Mości. W latach 1825–1829 był komisarzem ds. aprowizacji Royal Navy. W latach 1830–1847 był sekretarzem Zarządu Handlu. Był członkiem Tajnej Rady, a od 1830 do 1860 r. jej sekretarzem. Po śmierci brata w 1866 r. odziedziczył tytuł hrabiego Bathurst i zasiadł w Izbie Lordów.
Lord Bathurst zmarł w 1878 r. w domu przy Half Moon Street w Londynie. Miał 87 lat. Nigdy się nie ożenił i nie pozostawił potomstwa. Tytuł hrabiowski z przynależnymi mu tytułami przypadł bratankowi hrabiego, Allenowi, synowi młodszego brata 4. i 5. hrabiego, Thomasa Seymoura Bathursta.
Hrabia pozostawił po sobie dziennik z lat 1861–1877, przechowywany obecnie w British Library, Manuscript Collections. Był bliskim przyjacielem 5. księcia Richmond. Zachowało się jego 13 listów do księcia z lat 1834–1853. Obecnie znajdują się one w West Sussex Record Office.